# RC-borrning
RC-borrning är en borrmetod som främst används i samband med prospektering dvs letande efter mineralfyndigheter. RC är en förkortning av Reverse Circulation. Det borrkax från olika djup som borrningen genererar, blåses upp till markytan med hjälp av tryckluft och samlas upp i provtagningssäckar. RC-borrning går snabbt och har därför blivit allt vanligare, framför allt i de tidiga faserna av prospekteringsprocessen.
Det finns borriggar som är konstruerade för både kärnborrning och RC-borrning. Då använder man RC-borrning för att snabbt ta sig till det djup i berget där man tror att fyndigheten finns och växlar sedan till kärnborrning för att få en exakt bild av vad berget innehåller.